# NGC 5831
NGC 5831 (również PGC 53770 lub UGC 9678) – galaktyka eliptyczna (E3), znajdująca się w gwiazdozbiorze Panny. Została odkryta 24 lutego 1786 roku przez Williama Herschela. Galaktyka NGC 5831 należy do grupy galaktyk NGC 5846.